# Яким Самченко
Самченко, Яким (укр. Яким Самченко) — запорожский казак, в 1685 году, владевший «ягорлыцкими землями» в Едисане по праву гетмана, признанному за Самченко крымскими ханами.

## Биография
О Якиме Самченко мало сохранилось сведений. Известно, что в октябре 1685 года правитель Подольского эялета Мустафа Бозоклу-паша поручил Солтан-калзи и сыну крымского хана Селима I Герайа Девлет Гераю, чтобы тот в Немирове вместо погибшего Теодора Сулименко «за гетмана Самченко казака осадил». Вероятно, что Яким Самченко сумел проявить хорошо себя в войнах, поскольку выбор пал на него.
Сын крымского хана Селима I - Девлет Герей приказал новому гетману за 12 дней дойти до Немирова и дал в помощь 20000 своих людей, чтобы те вместе с казаками завоевали Немиров, столицу Правобережной Украины, где осел гетман Андрей Могила. Однако эта военная кампания закончилась неудачно. Во время очередного нападения на Немиров в декабре 1685 Самченко погиб.